# Hyphessobrycon negodagua
Hyphessobrycon negodagua är en fiskart som beskrevs av Lima och Gerhard 2001. Hyphessobrycon negodagua ingår i släktet Hyphessobrycon och familjen Characidae. Inga underarter finns listade i Catalogue of Life.